# Karl Patrick Lauk
Karl Patrick Lauk (Kuressaare, 9 januari 1997) is een Estisch wielrenner Quick Pro Team.

## Carrière
Als junior won Lauk in 2015 de eerste etappe van de Driedaagse van Axel. De leiderstrui die hij daaraan overhield raakte hij een dag later kwijt aan Brandon McNulty.
In 2016 sprintte Lauk naar de zevende plaats in de eerste etappe van de Ronde van Estland. Een dag later werd hij achttiende, wat hem de zeventiende plaats in het eindklassement opleverde. In juni van dat jaar werd hij vijfde en zesde in respectievelijk het nationale kampioenschap tijdrijden en het nationale kampioenschap op de weg. In september nam hij deel aan de wegwedstrijd voor beloften op het wereldkampioenschap, waar hij op plek 77 eindigde.
In 2017 behaalde Lauk zijn eerste profoverwinning toen hij de eerste etappe van de belangrijkste ronde van zijn thuisland op zijn naam schreef. In de sprint van een groep van vier renners verwees hij Deins Kaņepējs en Hampus Anderberg naar de dichtste ereplaatsen. Omdat hij in de tweede etappe derde werd en geen tijd verloor ten opzichte van zijn concurrenten schreef hij het eind- en jongerenklassement op zijn naam. Dankzij zijn derde plek verzamelde hij ook genoeg punten om Mihkel Räim van de eerste plek in het puntenklassement te stoten. In juni werd hij in zowel de tijdrit als de wegwedstrijd op het nationale kampioenschap vijfde. Vanaf eind juli mocht hij, samen met Jevgenï Gïdïç, stage lopen bij Astana Pro Team. Hij kreeg hier geen contract aangeboden.
In 2018 liep Lauk stage bij het Franse procontinentale Fortuneo-Samsic, nadat hij reeds in mei het bergklassement van de Ronde van Estland had gewonnen. Namens deze ploeg reed hij onder meer het Kampioenschap van Vlaanderen, de Primus Classic en de Eurométropole Tour. Ook hier zou hij geen contract krijgen, waarop hij in 2019 ging rijden voor Groupama-FDJ Continental Team, wat de opleidingsploeg is van Groupama-FDJ, dat uitkomt in de UCI World Tour. Voor deze ploeg behaalde hij in mei een overwinning in de Ronde van Rhône-Alpes Isère.

## Overwinningen
2017
1e etappe Ronde van Estland
Eind-, punten- en jongerenklassement Ronde van Estland
2018
Bergklassement Ronde van Estland
Eindklassement Ronde van de Loire-Atlantique
2019
4e etappe Ronde van Rhône-Alpes Isère
2021
3e etappe Ronde van Rhodos
1e etappe Ronde van Estland
Grand Prix de la ville de Nogent-sur-Oise
2023
6e etappe La Tropicale Amissa Bongo
 Estisch kampioenschap wielrennen op de weg
2024
Puntenklassement Ronde van Estland

## Resultaten in voornaamste wedstrijden
|      | \| Jaar \| Ronde van Vlaanderen \| Parijs-Roubaix \| Parijs-Tours \| \| WK op de weg \| \| ---- \| -------------------- \| -------------- \| ------------ \| \| ------------ \| \| 2021 \| \| \| \| \| opgave \| \| 2022 \| opgave \| 79e \| opgave \| \| \| \| 2023 \| \| buit.tijd \| \| \| \| |                |              |  |              |
| Jaar | Ronde van Vlaanderen | Parijs-Roubaix | Parijs-Tours |  | WK op de weg |
| 2021 | |                |              |  | opgave       |
| 2022 | opgave | 79e            | opgave       |  |              |
| 2023 | | buit.tijd      |              |  |              |

## Ploegen
- 2017 –  Astana Pro Team (stagiair vanaf 28-07)
- 2018 –  Fortuneo-Samsic (stagiair vanaf 01-08)
- 2019 –  Groupama-FDJ Continental Team
- 2020 –  Team Pro Immo Nicolas Roux
- 2021 –  Team Pro Immo Nicolas Roux
- 2022 –  Bingoal Pauwels Sauces WB
- 2023 –  Bingoal Pauwels Sauces WB
- 2024 –  Huansheng-SCOM-Taishan Sport Cycling Team
- 2025 –  Quick Pro Team

Aru · Bilbao · Bïjigitov · Breschel · Cataldo · De Vreese · Fominykh · Fuglsang · Gatto · Groezdev · Hansen · Hryvko · Kamışev · Kangert · Korsæth · Loetsenko · López · Minali · Moser · Qojatajev · Sánchez · Scarponi · Stalnov · Tiralongo · Tlewbajev · Tsjernetski · Valgren · Zacharov · Zejts · Gïdïç (stagiair) · Lauk (stagiair)
Aniołkowski · Blouwe · De Maeght · Desal · Dupont · Lauk · Livyns · Meens · Menten · Mertz · Molly ·Paasschens · Paquot · Peyskens · Rex · Robeet · Tietema (vanaf 1/2) · Tizza · Venner · Viviani (vanaf 21/3) · L. Wirtgen · T. Wirtgen · Desmarets (stagiair) · Dopchie (stagiair)
Blouwe · De Maeght · De Tier · Desal · Guerin · Lauk · Malucelli · Meens · Mertens · Mertz · Peyskens · Robeet · Salby · Teugels · Tizza · Van Boven · Van der Beken · Van Keirsbulck · Van Rooy · Vandepitte · Matthys (stagiair) · Persico (stagiair)